# 早口駅
早口駅（はやぐちえき）は、秋田県大館市早口字弥五郎沢（やごろうさわ）にある、東日本旅客鉄道（JR東日本）奥羽本線の駅である。

## 歴史
- 1900年（明治33年）10月7日：官設鉄道の一般駅として北秋田郡早口村に開業する[2][3]。
- 1903年（明治36年）12月11日：早口電信取扱所を開設[4]。公衆電報の取扱を開始。
- 1909年（明治42年）10月12日：線路名称を制定し、奥羽本線の駅となる。
- 1968年（昭和43年）10月：ヨンサントオダイヤ改正で、急行「むつ」（1・4号のみ）の停車駅となる[5]。
- 1969年（昭和44年）10月1日：同日から急行「千秋」（1・2号）の停車駅となり、2往復4本の急行列車が停車する様になった[5]。
- 1978年（昭和53年）9月20日：貨物の取り扱いを廃止[3]。
- 1983年（昭和58年）1月1日：火災により、駅舎半焼[6]。
- 1984年（昭和59年）
  - 2月1日：荷物扱いを廃止[3]。
  - 3月19日：簡易委託化[7]。
  - 5月15日：小荷物取扱再開[6]。
- 1987年（昭和62年）4月1日：国鉄分割民営化により、JR東日本の駅となる[3]。
- 2002年（平成14年）12月1日：同日実施のダイヤ改正で、特急「かもしか」の停車がなくなった上、急行「よねしろ」が快速に格下げされたことから、優等列車の停車がなくなる。
- 2016年（平成28年）3月26日：同日実施のダイヤ改正で、すべての快速列車が停車駅となる[8]。
- 2018年（平成30年）12月1日：大館駅の業務委託化に伴い、東能代駅に管理駅が変更となる。
- 2024年（令和6年）10月1日：えきねっとQチケのサービスを開始[1][9]。

## 駅構造
単式ホーム1面1線と島式ホーム1面2線、計2面3線のホームを持つ地上駅である。互いのホームは跨線橋で連絡している。
東能代駅管理の簡易委託駅（大館市委託、改札業務実施駅）である。

### のりば
| 番線 | 路線       | 方向       | 行先             |
| ---- | ---------- | ---------- | ---------------- |
| 1    | ■奥羽本線  | 上り       | 鷹ノ巣・秋田方面 |
| 2    | ■奥羽本線  | 下り       | 大館・青森方面   |
| 3    | （臨時用） | （臨時用） | （臨時用）       |

3番線は上下共用の待避線であり、定期旅客列車は使用しないが、貨物列車などが使用する。

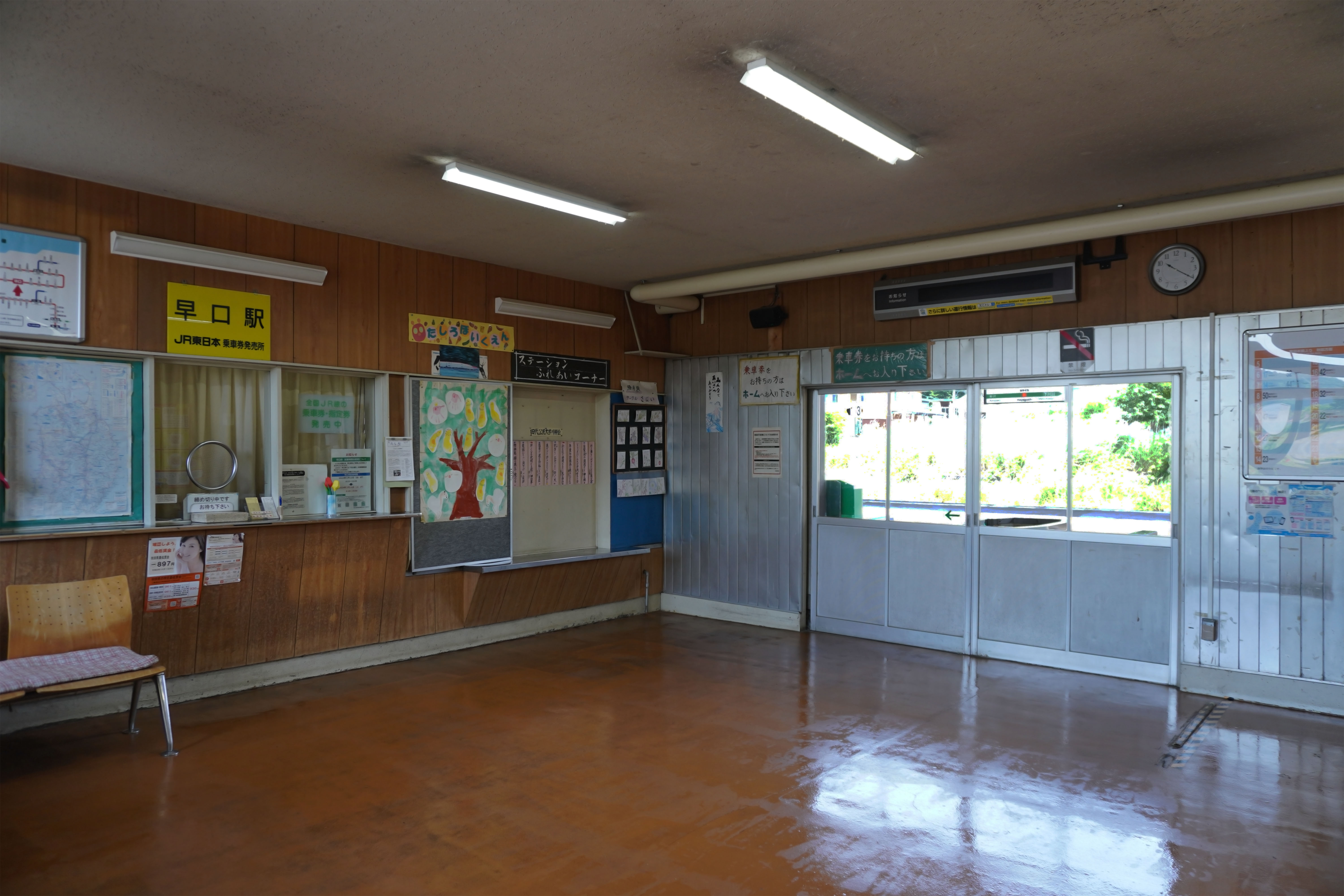
駅舎内（2024年6月）
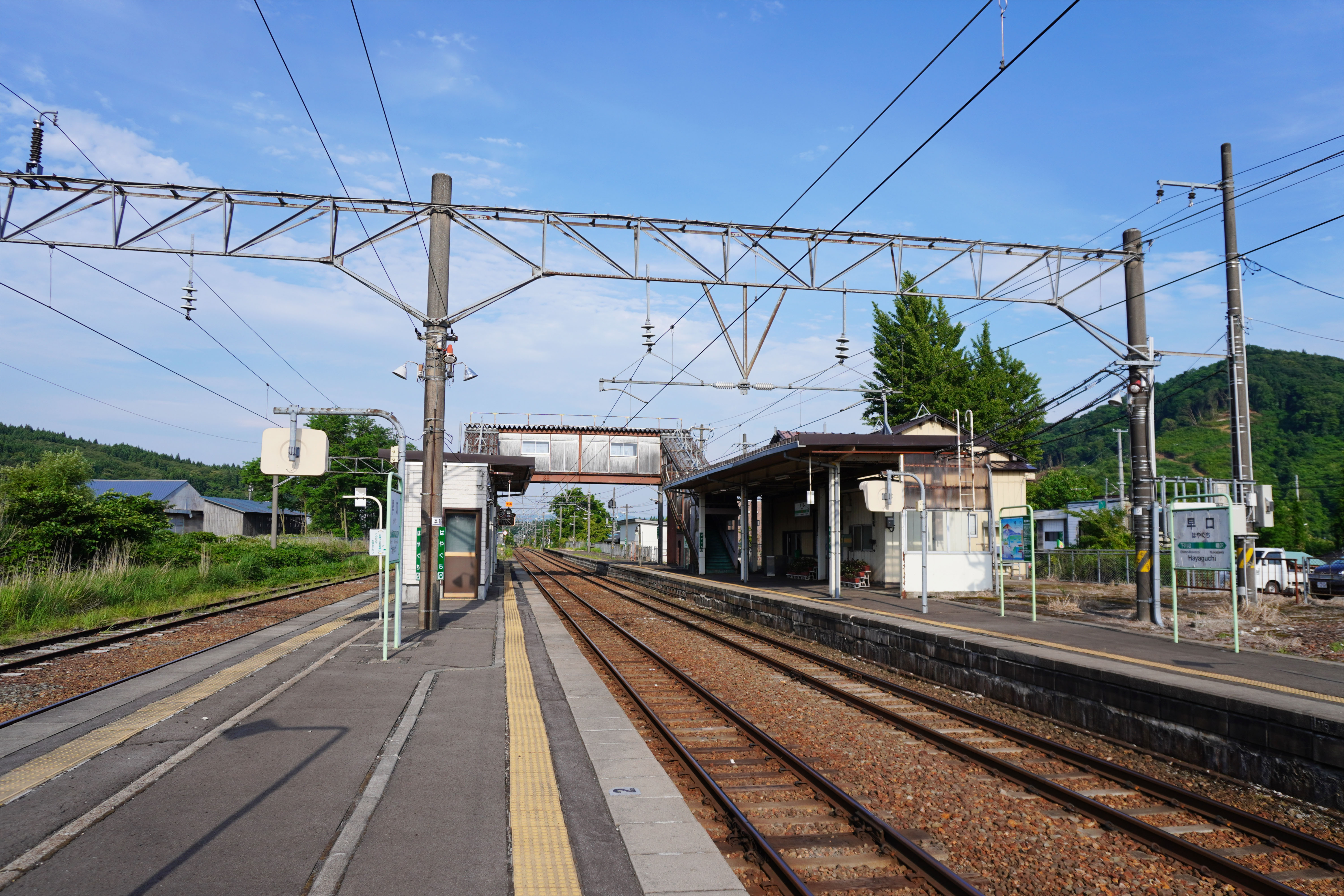
ホーム（2024年6月）

## 利用状況
JR東日本によると、2023年度（令和5年度）の1日平均乗車人員は59人である。
2000年度（平成12年度）以降の推移は以下のとおりである。
| 1日平均乗車人員推移 | 1日平均乗車人員推移 | 1日平均乗車人員推移 | 1日平均乗車人員推移 | 1日平均乗車人員推移 |
| 年度                | 定期外              | 定期                | 合計                | 出典                |
| ------------------- | ------------------- | ------------------- | ------------------- | ------------------- |
| 2000年（平成12年）  |                     |                     | 161                 | [ 利用客数 2 ]      |
| 2001年（平成13年）  |                     |                     | 161                 | [ 利用客数 3 ]      |
| 2002年（平成14年）  |                     |                     | 129                 | [ 利用客数 4 ]      |
| 2003年（平成15年）  |                     |                     | 124                 | [ 利用客数 5 ]      |
| 2004年（平成16年）  |                     |                     | 119                 | [ 利用客数 6 ]      |
| 2005年（平成17年）  |                     |                     | 131                 | [ 利用客数 7 ]      |
| 2006年（平成18年）  |                     |                     | 142                 | [ 利用客数 8 ]      |
| 2007年（平成19年）  |                     |                     | 129                 | [ 利用客数 9 ]      |
| 2008年（平成20年）  |                     |                     | 142                 | [ 利用客数 10 ]     |
| 2009年（平成21年）  |                     |                     | 138                 | [ 利用客数 11 ]     |
| 2010年（平成22年）  |                     |                     | 144                 | [ 利用客数 12 ]     |
| 2011年（平成23年）  |                     |                     | 130                 | [ 利用客数 13 ]     |
| 2012年（平成24年）  | 29                  | 89                  | 119                 | [ 利用客数 14 ]     |
| 2013年（平成25年）  | 27                  | 91                  | 118                 | [ 利用客数 15 ]     |
| 2014年（平成26年）  | 23                  | 89                  | 112                 | [ 利用客数 16 ]     |
| 2015年（平成27年）  | 21                  | 93                  | 115                 | [ 利用客数 17 ]     |
| 2016年（平成28年）  | 19                  | 80                  | 100                 | [ 利用客数 18 ]     |
| 2017年（平成29年）  | 18                  | 72                  | 91                  | [ 利用客数 19 ]     |
| 2018年（平成30年）  | 16                  | 84                  | 101                 | [ 利用客数 20 ]     |
| 2019年（令和元年）  | 14                  | 82                  | 97                  | [ 利用客数 21 ]     |
| 2020年（令和02年）  | 10                  | 68                  | 78                  | [ 利用客数 22 ]     |
| 2021年（令和03年）  | 11                  | 58                  | 69                  | [ 利用客数 23 ]     |
| 2022年（令和04年）  | 9                   | 54                  | 63                  | [ 利用客数 24 ]     |
| 2023年（令和05年）  | 11                  | 48                  | 59                  | [ 利用客数 1 ]      |

## 駅周辺

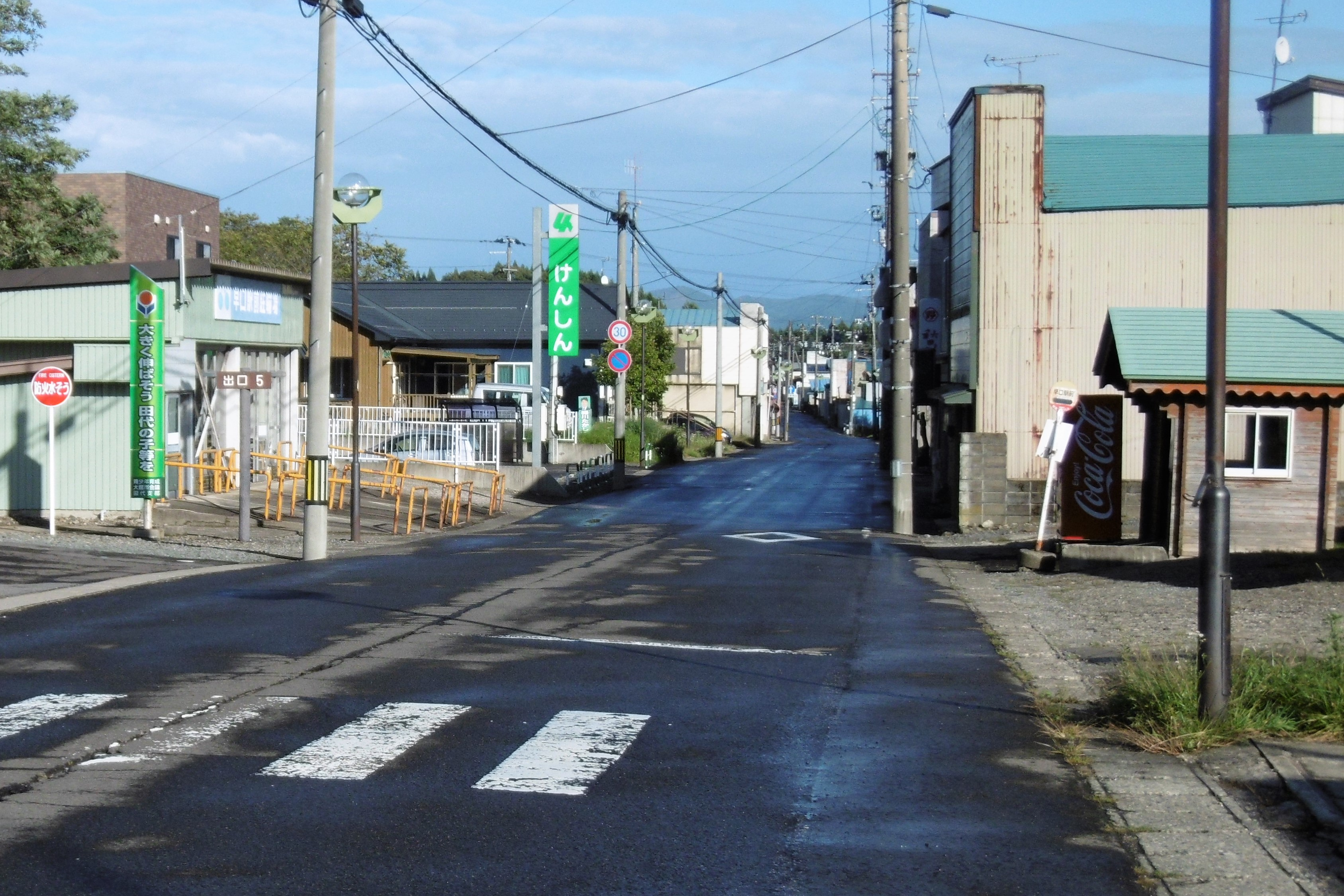
駅前

旧・田代町の中心地。
- 国道7号
- 早口郵便局
- 大館市立田代図書館
- 秋田県信用組合田代支店
- 大館市役所田代総合支所[2]

## バス路線
「早口駅前」停留所にて、以下の路線バスやコミュニティバスが発着する。
- 秋北バス
  - 大館駅前・川口（大館市）・大館桂桜高校前方面
  - 鷹巣駅前・イオンタウン鷹巣方面
- 大館市田代地域コミュニティバス「たしろたけのこ号」 - 秋北タクシー委託
  - 中谷地・本郷方面
  - 大石渡・谷地の平方面
  - 山田・赤川・下川沿駅前方面

## 隣の駅
東日本旅客鉄道（JR東日本）
■奥羽本線
□快速
鷹ノ巣駅 - 早口駅 - 大館駅
■普通
鷹ノ巣駅 - *糠沢駅 - 早口駅 - 下川沿駅
* 一部の列車は糠沢駅に停車しない。

### 記事本文
1. 1 2 3  「駅の情報（早口駅）：JR東日本」東日本旅客鉄道。2024年8月26日時点のオリジナルよりアーカイブ。2024年9月10日閲覧。
2. 1 2 3 4 5 6 7 8 9  『週刊 JR全駅・全車両基地』 31号 青森駅・弘前駅・深浦駅ほか、朝日新聞出版〈週刊朝日百科〉、2013年3月17日、20頁。
3. 1 2 3 4 5  石野哲（編） 編『停車場変遷大事典 国鉄・JR編 Ⅱ』（初版）JTB、1998年10月1日、538頁。ISBN 978-4-533-02980-6。
4. ↑  明治36年逓信省告示第615号（明治36年12月9日付官報第6132号掲載）
5. 1 2  「田代町史【別巻】」（田代町・2002年8月31日発行）「年表」44ページより。
6. 1 2  「田代町史【別巻】」（田代町・2002年8月31日発行）「年表」51ページより。
7. ↑  「あすから十文字、早口、仁賀保駅 業務を民間に委託 合理化の波にのまれ 向能代は4月から」『秋田魁新報』秋田魁新報社、1984年3月18日、朝刊、19面。
8. ↑  「2016年3月ダイヤ改正について (PDF)」（プレスリリース）、東日本旅客鉄道秋田支社、2015年12月18日、5頁。2016年3月21日閲覧。
9. ↑  「Suicaエリア外もチケットレスで! 東北エリアから「えきねっとQチケ」がはじまります (PDF)」（プレスリリース）、東日本旅客鉄道、2024年7月11日。2024年8月6日閲覧。
10. 1 2  「JR東日本：駅構内図・バリアフリー情報（早口駅）」東日本旅客鉄道。2024年7月7日閲覧。

### 利用状況
1. 1 2  「各駅の乗車人員 2023年度 101位以下（8）| 企業サイト：JR東日本」東日本旅客鉄道。2025年7月22日閲覧。
2. ↑  「JR東日本：各駅の乗車人員（2000年度）」東日本旅客鉄道。2025年7月22日閲覧。
3. ↑  「JR東日本：各駅の乗車人員（2001年度）」東日本旅客鉄道。2025年7月22日閲覧。
4. ↑  「JR東日本：各駅の乗車人員（2002年度）」東日本旅客鉄道。2025年7月22日閲覧。
5. ↑  「JR東日本：各駅の乗車人員（2003年度）」東日本旅客鉄道。2025年7月22日閲覧。
6. ↑  「JR東日本：各駅の乗車人員（2004年度）」東日本旅客鉄道。2025年7月22日閲覧。
7. ↑  「JR東日本：各駅の乗車人員（2005年度）」東日本旅客鉄道。2025年7月22日閲覧。
8. ↑  「JR東日本：各駅の乗車人員（2006年度）」東日本旅客鉄道。2025年7月22日閲覧。
9. ↑  「JR東日本：各駅の乗車人員（2007年度）」東日本旅客鉄道。2025年7月22日閲覧。
10. ↑  「JR東日本：各駅の乗車人員（2008年度）」東日本旅客鉄道。2025年7月22日閲覧。
11. ↑  「JR東日本：各駅の乗車人員（2009年度）」東日本旅客鉄道。2025年7月22日閲覧。
12. ↑  「JR東日本：各駅の乗車人員（2010年度）」東日本旅客鉄道。2025年7月22日閲覧。
13. ↑  「JR東日本：各駅の乗車人員（2011年度）」東日本旅客鉄道。2025年7月22日閲覧。
14. ↑  「JR東日本：各駅の乗車人員（2012年度）」東日本旅客鉄道。2025年7月22日閲覧。
15. ↑  「各駅の乗車人員 2013年度 ベスト100以外（9）：JR東日本」東日本旅客鉄道。2025年7月22日閲覧。
16. ↑  「各駅の乗車人員 2014年度 ベスト100以外（9）：JR東日本」東日本旅客鉄道。2025年7月22日閲覧。
17. ↑  「各駅の乗車人員 2015年度 ベスト100以外（8）：JR東日本」東日本旅客鉄道。2025年7月22日閲覧。
18. ↑  「各駅の乗車人員 2016年度 ベスト100以外（8）：JR東日本」東日本旅客鉄道。2025年7月22日閲覧。
19. ↑  「各駅の乗車人員 2017年度 ベスト100以外（8）：JR東日本」東日本旅客鉄道。2025年7月22日閲覧。
20. ↑  「各駅の乗車人員 2018年度 ベスト100以外（8）：JR東日本」東日本旅客鉄道。2025年7月22日閲覧。
21. ↑  「各駅の乗車人員 2019年度 ベスト100以外（8）：JR東日本」東日本旅客鉄道。2025年7月22日閲覧。
22. ↑  「各駅の乗車人員 2020年度 101位以下（8）| 企業サイト：JR東日本」東日本旅客鉄道。2025年7月22日閲覧。
23. ↑  「各駅の乗車人員 2021年度 101位以下（8）| 企業サイト：JR東日本」東日本旅客鉄道。2025年7月22日閲覧。
24. ↑  「各駅の乗車人員 2022年度 101位以下（8）| 企業サイト：JR東日本」東日本旅客鉄道。2025年7月22日閲覧。